# Giải bóng chuyền nữ vô địch thế giới 2025
Giải bóng chuyền nữ vô địch thế giới 2025 là một Giải bóng chuyền nữ vô địch thế giới lần thứ 20 dành cho đội tuyển bóng chuyền quốc gia nữ, được tổ chức bởi Liên đoàn bóng chuyền quốc tế (FIVB). Giải đấu dự kiến tổ chức tại Thái Lan từ ngày 22 tháng 8 đến ngày 7 tháng 9 năm 2025. Theo kế hoạch, đây sẽ là giải đấu đầu tiên kéo dài dưới hai năm vào những năm lẻ với quy mô mở rộng với sự tham gia của 32 đội.
Giải đấu này sẽ là giải vô địch thế giới đầu tiên được tổ chức tại Đông Nam Á, và là Giải vô địch thế giới đầu tiên trong hai Giải vô địch liên tiếp vào năm 2025 sẽ được tổ chức tại khu vực này, tiếp theo đó là giải vô địch thế giới cho nam tại Philippines. Thái Lan sẽ là quốc gia thứ ba tại châu Á tổ chức giải vô địch thế giới, trước đó là Nhật Bản và Trung Quốc. Đây cũng sẽ là giải vô địch thế giới đầu tiên dành cho các môn thể thao đồng đội Olympic được tổ chức tại Thái Lan.
Serbia là đương kim vô địch khi giành được danh hiệu thứ hai vào năm 2022.